# 前田利幹
前田 利幹（まえだ としつよ）は、越中富山藩の第9代藩主。

## 生涯

### 家督相続
明和8年（1771年）11月28日、加賀大聖寺藩の第5代藩主・前田利道の八男として江戸で生まれる。享和元年（1801年）に富山藩の第8代藩主・前田利謙が死去したとき、次男の利保が2歳の幼年だったため、利謙の養子として迎えられ、家督を継いだ。

### 慢性的な藩財政の危機
藩財政再建のため、有力町人と協力して新田開発を行ない、享和2年（1802年）には恵民倉の設立や商品作物の導入などを行なったが、商品作物の導入はかえって物価を高騰させたために農民の反発を招き、文化10年（1813年）には百姓一揆が発生した。天保2年（1831年）の富山大火、財政難解消のために天保4年（1833年）に発行した銭札により、却って金融恐慌を起こしてしまうなど、藩財政は打つ手がないほど追い込まれていった。

### 改革五か年計画
天保4年（1833年）、利幹は向こう5年間にわたる藩財政再建の号令を発した。摂津国の富農出身で、岸和田藩や西本願寺など10以上の諸藩･旗本･寺院等の財務再建を成功させた財政専門家の大阪商人である石田小右衛門を招致し、藩の財政改革を指導させた。藩領は浄土真宗の強い土地柄でもあり、西本願寺の財務再建を成した当時の著名な財政再建家である小右衛門の入国と指導は熱狂的に受け入れられ、当初は行く先々で小右衛門を一目見ようと民衆が群がり、村々も町衆も皆が熱烈な支援を約束するなど一大ムーヴメントを形成したが、天保4年10月から11月、天保5年（1834年）4月から5月、天保6年（1835年）2月から3月と、3年にわたって毎年入国して指導や施策を行った小右衛門をもってしても富山藩財政の改善は目立った効果が挙げられず、当初は藩に熱狂的に支援を表明していた民衆の熱も徐々に醒め、藩財政は悪化の一途をたどった。

### 頓挫
天保6年（1835年）10月19日、再建目標の5年を待たず、病気を理由に養子の利保に家督を譲って隠居する。天保7年（1836年）7月20日に死去した。享年66。
新藩主となった利保も小右衛門の入国・現地指導を望んだが、他藩からの依頼が忙しいとしてこれを断られている。

## 系譜
- 父：前田利保
- 母：喜勢（井上氏）
- 養父：前田利謙
- 正室：前田勝子（1798年 - 1812年） - 養父・前田利謙の長女[注釈 1]
- 継室：庸（? - ?）- 松平定信の娘で、松平輝延の養女[注釈 2]
- 側室：八百（? - 1855年） - 松平志摩守家臣・佐々登の娘[注釈 3]
  - 次男：松平近信（1804年 - 1841年） - 松平近訓の養子になり、松平近信となる。
  - 男子：前田利民（1806年 - 1871年）
  - 男子：前田利親（1808年 - 1869年）
  - 女子：誼（1816年 - 1849年） - 脇坂安坦室
- 側室：章（? - ?） - 江戸の医者・柴田元意の娘[注釈 4]
  - 男子：前田利貫（1817年 - 1819年）
  - 男子：前田利威（1819年 - 1843年）
  - 男子：前田利愛（1821年 - 1857年） - 1834年に前田利和の養子となるも病で離縁し、前田家菩提寺の大法寺の僧となる。
  - 男子：前田利豁（1823年 - 1877年） - 前田利和の養子になり七日市藩主になる。
  - 男子：花房利種（1824年 - 1877年） - 家臣・花房家の養子になる。
  - 女子：恵（1810年 - 1812年）
  - 女子：鋭（1812年 - 1840年） - 佐竹義厚室
  - 女子：詮（1813年 - 1814年） - 前田斉泰と婚約するも早世。
  - 女子：育（1814年 - 1856年） - 加藤泰幹室。正しくは金編に育もしくは常。
- 養子　
  - 男子：前田利保（1799年 - 1859年） - 養父・利謙の子。家督を継ぎ、第10代越中富山藩主となる。20人以上の子を成す。